# Condado de Laurel
O Condado de Laurel é um dos 120 condados do Estado americano de Kentucky. A sede do condado é London, e sua maior cidade é London. O condado possui uma área de 1 149 km² (dos quais 21 km² estão cobertos por água), uma população de 52 715 habitantes, e uma densidade populacional de 47 hab/km² (segundo o censo nacional de 2000). O condado foi fundado em 1823.